# Atlas Linguistique Roman
L'Atlas Linguistique Roman (Atles lingüístic romànic; sigla ALiR) és un atles lingüístic que comprèn totes les llengües romàniques europees.

## Història i projecte
El projecte es gestà el 1987 en el Centre de Dialectologia de la Universitat de Grenoble, inspirat per Gaston Tuaillon. L'atles s'inscriu en la tendència a elaborar, després de l'elaboració d'atles d'extensió relativament petita, un treball de "geolingüística supranacional". L'atles, per al qual no s'han fet enquestes pròpies sinó que s'han aprofitat les enquestes fetes en el marc d'altres atles lingüístics, comprèn 1037 punts i haurà de tenir, quan se n'acabi la publicació, onze volums. Cada volum tindrà una carpeta de mapes en gran format (70x41cm) i un fascicle amb els textos interpretatius corresponents.
La redacció de l'atles es fa en equip, actualment dirigit per Michel Contini i amb Joan Veny de president així com els vicepresidents Pilar García Mouton i Nicolae Saramandu i els directors adjunts Lorenzo Massobrio i João Saramago. A aquests, s'uneixen una coordinadora científica, Elisabetta Carpitelli, i diversos redactors.

## Resultats
Fins a 2016 se n'han publicat tres volums a l'Istituto poligrafico e zecca dello stato de Roma:
- Atlas Linguistique Roman, Vol. 1 (2 toms, 14 mapes) (1996)
- Atlas Linguistique Roman, Vol. 2a (1 toms, 24 mapes) (2001)
- Atlas Linguistique Roman, Vol. 2b (2 toms, 20 mapes) (2009)